# GUNDOG RESCUE CACI
GUNDOG RESCUE CACI（ガンドック レスキュー シーエーシーアイ）は、GUNDOG（鳥猟犬）セッター、ポインターを主として保護活動をしている動物愛護団体。
所在地は千葉県市川市。
CACIとは「Companion Animal Club Ichikawa」の略。

## 概要
現CACIの代表の金子理絵が市川市塩浜護岸沿い（三番瀬）で目撃した多頭崩壊現場の救済から始まった動物愛護保護団体。設立当初は、犬種を問わず保護活動をしていたが、愛護センターで収容される鳥猟犬の多さに気づく。鳥猟犬は家庭犬には不向きとされ、救済する保護団体は少なく鳥猟犬のほとんど処分されていく現状を知り、鳥猟犬専門の保護団体として1993年設立された。
使役犬の鳥猟犬をリトレーニング（再訓練）を施し、里親に繋げる活動を行っている。動物愛護運動のみならず近年は、一般社団法人 全日本狩猟倶楽部と共にハンターへの啓蒙活動も行っている。

## 歴史
- 1993年設立

## 活動内容
- 鳥猟犬の保護
- 鳥猟犬相談窓口
- 鳥猟犬のリトレーニング（再訓練）
- 里親の斡旋
- 寄付型自動販売機[2]
- キモチと[3]

## 寄付型自動販売機
寄付型自動販売機とは、自動販売機の売上げ１本ごとに、寄付をすることができる自動販売機を指す。設置オーナーは振込みなどの手間が無く、購入者は気軽に社会貢献をすることができる。(電気代のみ設置者の負担)アーティスト、AYUNE SHOJIMAとのコラボ企画により、CACIから新しい家族へと迎え入れられた保護犬たちをモチーフに描かれたCACI寄付型自動販売機は全国に設置され、注目のスポットとなっている。